# Cryptocoryne ciliata
Cryptocoryne ciliata är en kallaväxtart som först beskrevs av William Roxburgh, och fick sitt nu gällande namn av Fisch. och Wydler. Cryptocoryne ciliata ingår i släktet Cryptocoryne och familjen kallaväxter. IUCN kategoriserar arten globalt som livskraftig. Inga underarter finns listade.